# Луї Меєр
Луї Меєр (нід. Louis Meijer, 9 березня 1809, Амстердам — 31 березня 1866, Утрехт) — голландський художник, гравер і рисувальник, найбільш відомий своїми морськими пейзажами.
Йохан Хендрік Луї Меєр був учнем Джорджа Пітера Вєстенберга та Яна Віллема Пінемана. Він працював у стилі голландського романтизму, оскільки цей напрям домінував у голландському живописі у першій половині ХІХ століття. Меєр створив чимало пейзажів, здебільшого — морських.
Меєр тривалий час жив і працював у Девентрі. У 1841 році він виїхав до Парижа, а потім оселився в Гаазі. Він був учителем Маттія Мариса.
Меєр помер 1868 року у віці 57 років в м. Утрехті.